# جان لیندستروم
جان لیندستروم (انگلیسی: Jon Lindstrom؛ زادهٔ ۱۸ اکتبر ۱۹۵۷) یک هنرپیشه اهل ایالات متحده آمریکا است.
از فیلم‌ها یا مجموعه‌های تلویزیونی که وی در آن‌ها نقش داشته است می‌توان به کارآگاه حقیقی اشاره نمود.